# The Running Man
The Running Man är en amerikansk science fiction actionfilm från 1987, regisserad av Paul Michael Glaser med Arnold Schwarzenegger i huvudrollen. Filmen är löst baserad på Den flyende mannen av Stephen King under pseudonymen Richard Bachman. Filmen skiljer sig i stora delar från boken.

## Handling
Året är 2017. Televisionen är mäktigare än någonsin och det mest populära programmet heter The Running Man. I programmet pekas oskyldiga medborgare ut som brottslingar för att bli jagade av specialtränade mördare. Polisen Ben Richards (Arnold Schwarzenegger) blir en dag uttagen till programmet.

## Rollista
| Arnold Schwarzenegger | – Ben Richards     |
| Maria Conchita Alonso | – Amber Mendez     |
| Yaphet Kotto          | – William Laughlin |
| Richard Dawson        | – Damon Killian    |
| Jim Brown             | – Fireball         |
| Jesse Ventura         | – Captain Freedom  |
| Erland Van Lidth      | – Dynamo           |
| Marvin J. McIntyre    | – Harold Weiss     |
| Professor Toru Tanaka | – Subzero          |
| Mick Fleetwood        | – Mic              |
| Dweezil Zappa         | – Stevie           |
| Sven-Ole Thorsen      | – Sven             |
| Franco Columbu        | – Säkerhetsvakt    |